# Corpo d'armata di manovra
Il Comando del Corpo d'Armata di Manovra è la denominazione assegnata dallo stato maggiore generale del Regio Esercito Italiano al raggruppamento di unità militari italiane dislocate in Africa settentrionale, nel secondo conflitto mondiale ed impiegate nella campagna del Nordafrica. Il comando venne istituito il 10 settembre 1941 in seno al Comando Superiore Forze Armate Africa Settentrionale.

## Comando Superiore
Il Comando Superiore FF.AA. "Africa Settentrionale" era guidato dal generale Ettore Bastico e capo di stato maggiore il generale Gastone Gambara, aveva alle sue dipendenze oltre al Corpo d'Armata di Manovra il XX Corpo d'armata italiano e il Panzergruppe Afrika tedesco, guidato dal generaloberst (colonnello generale) Erwin Rommel.

### Panzergruppe Afrika
Dal Panzergruppe Afrika di Rommel, costituito il 1º settembre 1941 dipendeva il Deutsches Afrikakorps al comando dal General der Panzertruppe Ludwig Crüwell nel proseguimento della campagna del Nordafrica ha assunto la denominazione Panzerarmee Afrika il 30 gennaio 1942, Deutsch-Italienische Panzerarmee (Armata corazzata italo-tedesca) il 1º ottobre 1942 e infine nel corso della campagna di Tunisia Heeresgruppe Afrika dal 22 febbraio al 13 maggio 1943 giorno nel quale le forze dell'Asse e successivamente dal General der Panzertruppe (tedesco: generale delle truppe corazzate) Walther Nehring e dal Generalleutnant (tenente generale) Fritz Bayerlein.
Alle dipendenze del Deutsches Afrikakorps all'inizio del 1942 vi erano:
- 15. Panzer-Division
- 21. Panzer-Division
- Division z.b.V. "Afrika" (in seguito rinominata) 90. leichte Afrika-Division
- 55ª Divisione fanteria "Savona" del Regio Esercito Italiano

### XXI Corpo d'armata
Il XXI Corpo d'armata al comando del generale di corpo d'armata Enea Navarini aveva alle sue dipendenze le Divisioni di fanteria motorizzata "Bologna", "Pavia" "Brescia" e "Trento".

### Corpo d'Armata Manovra
Il Corpo d'Armata Manovra al comando del generale di corpo d'armata Gastone Gambara, e con Capo di stato maggiore il tenente colonnello Carlo Scaglia, aveva la seguente formazione organica:
- 101ª Divisione fanteria "Trieste"
  - 65º Reggimento fanteria "Trieste"
  - 66º Reggimento fanteria "Trieste"
  - 507º Battaglione anticarro
  - 21º Reggimento artiglieria
- 9º Reggimento bersaglieri
  - 52º Battaglione genio
- 132ª Divisione corazzata "Ariete"
  - 132º Reggimento carristi
  - Gruppo squadroni esplorante "Nizza"
  - I-II/32° Carristi
  - 132º Reggimento artiglieria
  - 8º Reggimento bersaglieri
  - 32ª compagnia blindo ex 1ª compagnia dell'VIII Battaglione bersaglieri
  - Batterie Milmart
  - 32º Battaglione genio
- R.E.C.A.M. (Raggruppamento esplorante del C.A.M.)

Nel corso dell'Operazione Crusader lanciata dai britannici contro le forze dell'Asse condotta dal generale Auchinleck, che guidava la VIII armata britannica, nella prima battaglia di Bir el Gobi l'"Ariete" fu decisiva nella vittoria tattica italiana e pochi giorni dopo nella battaglia di Sidi Rezegh del 23 novembre 1941 le forze dell'Asse respinsero l'avanzata inglese con l'attiva collaborazione del Corpo d'Armata Manovra, in particolare della divisione corazzata italiana "Ariete". Nello scontro, una forza corazzata di 242 carri armati dell'Africa Korps di cui 80 M13/40 dell'Ariete avanzò obliquamente, in sei gruppi da sud-ovest a nord-est, annientando la 5ª brigata sudafricana, due reggimenti di artiglieria e danneggiando gravemente la 22ª brigata corazzata schierata a sud di Sidi Razegh, villaggio della Libia, nella Cirenaica orientale, 30 km a sud est di Tobruch. Lo scontro è da considerato come la più grande carica di mezzi corazzati avvenuta sul teatro di guerra dell'Africa Settentrionale.  Il 24 novembre la Divisione fanteria "Trieste" viene spostata a sud di Tobruch dove fronteggia le forze inglesi in aspri combattimenti che si protraggono per più giorni, riuscendo a sventare il tentativo di sbloccare la piazzaforte.
Il 31 gennaio 1942 il Comando XX Corpo d'Armata venne sciolto per fondersi con il comando della Piazza di Tripoli assumendo la denominazione di Comando Difesa della Tripolitania e nella stessa data la sua eredità venne raccolta dal Comando Corpo d'Armata di Manovra, formato dalle divisioni "Ariete" e "Trieste", che a partire dal 10 marzo 1942, prese il nome di Comando XX Corpo d'armata, con varie divisioni che si sarebbero poi avvicendate alle sue dipendenze.

#### Recam
Il RECAM, Raggruppamento Esplorante del Corpo d'Armata di Manovra, aveva all'inizio la seguente configurazione organica:
- Battaglione Gessi della Polizia dell'Africa italiana + compagnia mitraglieri
- Compagnia "Nizza sperimentale" batterie volanti genio guastatori
- III/32° Carristi
- LII Battaglione carri
- Gruppo Battaglioni "Giovani Fascisti"
- Compagnia genio

La seconda battaglia di Bir el Gobi vide protagonisti il Gruppo Battaglioni "Giovani Fascisti" e alcuni reparti del corpo dei bersaglieri. Bir el Gobi era un importante crocevia per le carovane, nonché ultimo caposaldo della linea dell'Asse nell'entroterra. Per questo motivo i britannici lo reputavano, a ragione, il baluardo da superare per poter aggirare e intrappolare le truppe italo-tedesche e, conseguentemente, liberare le forze alleate che difendevano Tobruch. La battaglia iniziata il 3 dicembre e durò sino al 7 dicembre. Il Gruppo Battaglioni "GG.FF." combatté contro l'11ª Brigata indiana e parte della 22ª Brigata guardie, sino a respingerne l'assalto e impedendo così alle forze alleate di raggiungere El Adem.  La mattina del 7 Dicembre il nemico tolse l'assedio con l'arrivo di due colonne delle 15ª e 21ª Panzer Division tedesche guidate dal Generale Rommel.
I militari del Gruppo Battaglioni "Giovani Fascisti" nel corso della battaglia furono protagonisti di innumerevoli sono gli episodi di valore e malgrado la notevole disparità di forze, i "Giovani Fascisti" fecero fallire il piano inglese, che prevedeva di dividere in due lo schieramento italo-tedesco, impedendo così alle forze alleate di raggiungere El-Adem.

#### RECo
Alla fine di marzo del 1942 il R.E.C.A.M. venne sciolto e al suo posto venne istituito il R.E.Co., il Raggruppamento Esplorante Corazzato, costituito a Pinerolo il 15 febbraio 1942 come Raggruppamento Esplorante Corazzato (R.E.Co.) "Cavalleggeri di Lodi" al comando del colonnello Tommaso Lequio di Assaba. ed equipaggiato con carri leggeri L-6/40 semoventi controcarro L40 da 47/32 ed autoblindo AB-41, che dopo una fase di duro addestramento venne destinato in Africa settentrionale e dal nome del suo comandante venne anche chiamato Raggruppamento "Lequio".
La formazione del R.E.Co era la seguente:
- comando
- squadrone comando
- I Gruppo
  - Squadrone autoblindo
  - 2º Squadrone motociclisti
  - Squadrone carri L6/40[5]
- II Gruppo 
  - Squadrone motociclisti
  - Squadrone carri
  - Squadrone contraerei da 20 mm
  - Squadrone semoventi controcarro L40 da 47/32

In un primo tempo, però, giunse in Africa solo il materiale dello squadrone carri L/40, col personale trasferito in volo, che venne destinato nell'Oasi di Giofra, in quanto gli altri convogli vennero attaccati duramente durante la traversata, causando la perdita di tutti i mezzi dello squadrone semoventi da 47/32 e lo squadrone carri non poté partire che molto più tardi, dopo che i carri vennero sostituiti da autoblindo AB41 e raggiunse il R.E.C.O. alla fine del ciclo operativo, mentre un'altra nave venne dirottata a Corfù, giungendo solo a metà novembre a Tripoli. Tutto il rimanente personale, avviato per via aerea tra il 20 ed il 25 novembre, in partenza dagli aeroporti di Sciacca e di Castelvetrano, venne attaccato da aerei da caccia americana ed ebbe fortissime perdite.
Nel momento che le prime aliquote del R.E.Co. raggiunsero Tripoli il 21 novembre 1942 vi era stato lo sbarco degli Anglo-Americani in Africa settentrionale francese e a quel punto il compito del R.E.Co. diveniva, in luogo della difesa del Sahara libico, diveniva l’occupazione e la difesa della Tunisia e una volta riuniti i reparti arrivati alla spicciolata il reggimento partì alla volta della Tunisia.
Il 24 novembre, lasciata Tripoli, i reparti del R.E.Co. raggiunsero Gabès, già occupata, occupando poi, il 25 novembre, Médenine dove venne lasciato il comando del I Gruppo, col 2º squadrone motociclisti, un plotone del quale era rimasto a Tripoli, per rimettersi in efficienza, ed un plotone armi controcarro, mentre il 1º squadrone motociclisti, lo squadrone autoblindo e lo sqduadrone cannoni contraerei proseguirono per Gabes, subendo, durante la marcia, delle perdite a causa di attacchi aerei alleati.
Il Raggruppamento Esplorante Corazzato (R.E.Co.) "Cavalleggeri di Lodi" era così frazionato: un'aliquota ancora in Italia, elementi a Gabes, con il colonnello Lequio, il grosso del I Gruppo nel sud tunisino, lo squadrone carri L40 nel sud libico, con il Raggruppamento sahariano "Mannerini".
Lo squadrone carri L40 della zona di Giofra e poi di Hon, il 18 dicembre 1942 ricevette ordine, dal Comando del Sahara libico, di portarsi a Sebha, dove passò ai suoi ordini, costituendo tatticamente il Nucleo automobilistico del Sahara libico, con 10 autoblindo.  Il 4 gennaio 1943 iniziò il ripiegamento da Sebha, dopo aver distrutto tutti i carri, per mancanza di carburante raggiungendo il 1º febbraio El Hamma, dove lo squadrone si riunì al proprio I Gruppo.
All'inizio del 1943, reparti del RECo si spinsero ancora più in profondità fino ad entrare in territorio algerino.
A fine gennaio del 1943 i reparti del "Lodi" del settore di Gabes passarono alle dipendenze della L Brigata speciale "Imperiali",  mentre i reparti del I Gruppo, rimasti nella zona di Kebili, passarono alle dipendenze della Divisione corazzata Centauro trasferita in Africa per sostenere le forze italiane impegnate su quel fronte.
Sotto l'avanzata degli alleati, Tripoli venne occupata dalle truppe della 8ª Armata britannica, che vi entrarono il 23 gennaio del 1943 e il 25 gennaio: abbandonata la Libia, le truppe italo-tedesche varcarono il confine con la Tunisia.
Il giorno seguente la caduta di Tripoli, dal fronte russo venne richiamato il generale Messe che venne nominato da Mussolini comandante delle forze italiane in Tunisia.
Il 23 febbraio 1943 i resti della Armata corazzata italo-tedesca vennero inquadrati nella nuova 1ª Armata Italiana, sotto il comando del generale italiano Giovanni Messe, mentre il Feldmaresciallo Rommel venne posto al comando di un nuovo gruppo di armate, destinato a coordinare le attività delle unità operanti in Nord Africa, denominato Heeresgruppe Afrika, che aveva alle sue dipendenze la 1ª Armata Italiana di Messe e la 5. Panzerarmee del generale tedesco von Arnim, che avrebbe partecipato a tutte le fasi della campagna fino alla resa in Tunisia.
L'iniziativa da parte tedesca di inviare nuovi reparti sul suolo africano venne presa nel novembre 1942, quando dopo la sconfitta di El Alamein e lo sbarco alleato in Algeria e Marocco l'OKW decise di creare un nuovo quartier generale denominato 5. Panzerarmee creata l'8 dicembre 1942 in Tunisia, a partire dal preesistente LXXXX.Armeekorps, al comando del generaloberst Hans-Jürgen von Arnim, con l'obiettivo di creare una testa di ponte in Tunisia per fronteggiare la minaccia proveniente sia da Est sia da Ovest, il cui quartier generale venne costituito l'8 dicembre 1942.
La battaglia di Kasserine vide impegnati tutti gli squadroni del "RECo Lodi", che operò dalle operazioni preliminari fino alla fine dell'offensiva, che alle dipendenze, e in cooperazione con la 21. Panzer-Division tedesca e reparti del RECo si distinsero nella battaglia difensiva e controffensiva, svoltasi tra il 21 marzo e il 7 aprile, ad est ed a sud-est di El Guettar.
Del I Gruppo sottoposto a feroci bombardamenti aerei sino al 23 marzo e anche con artiglierie il 24 e il 25 marzo, pochi uomini riuscirono a salvarsi dall'offensiva della 8ª Armata britannica e quasi tutti caddero e vennero catturati; il Gruppo venne ricostituito con i Gruppi "Nizza" e "Monferrato", con una batteria semoventi da 75/18 ed una da 65 su autocarro Fiat 634 in cui l'affusto originale con il pezzo veniva installato sul telaio di una piattaforma, che ruotava su un sistema ricavato dall'anello di torretta del carro M13/40
Il 9 aprile il ripiegamento della 5ª Armata tedesca a nord ha come conseguenza l'aggiramento della 1ª Armata italiana; il RECO Lodi sbarra le provenienze da Hammam Lif, sulla strada di Tunisi, con azioni ritardatrici, per coprire il fianco della 1ª Armata.
Dopo la battaglia del Mareth le truppe italo-tedesche arretrarono il fronte alla zona di Enfidaville.  Il 13 aprile ciò che era rimasto del I Gruppo, ridotto solamente al 2º squadrone motociclisti ed un plotone cannoni da 20, venne assegnato alla Divisione "Pistoia", col Gruppo corazzato "Novara" ridotto ormai ad una sezione mitraglieri. Il 22 aprile il comando della 1ª Armata decise di riunire al "RECo Lodi", che aveva perduto, in 5 mesi di lotta, il 50% del personale e il 60% del materiale, tutti i reparti corazzati esistenti in Tunisia, e assorbendo tutti gli elementi meccanizzati italiani il Reco passò agli ordini dell'Africa Korps per la difesa di Capo Bon.
Vennero costituiti due Gruppi tattici, assegnati uno alla Divisione "Giovani Fascisti", presso Bouficha, ed uno alla Divisione "Pistoia", presso Saguaf, impegnati, dal 24 al 30 aprile, alle ali dello schieramento della grande unità, con un plotone motociclisti distaccato presso Hammamet, per difesa costiera.
Il 10 maggio Capo Bon viene investito da notevoli forze corazzate. Il RECo resistette, ma l'avanzata delle forze anglo-americane, ora sostenute anche da quelle francesi, superiori per uomini e mezzi, che provenivano contemporaneamente dalla Libia e dall'Algeria, causò gravissime perdite ai reparti italo-tedeschi e l’11 maggio 1943, dopo aver combattuto a nord ovest di Boufichia, sino ad ogni possibilità umana, ciò che rimaneva del R.E.Co. fu annientato in durissimi combattimenti e il 13 maggio 1943 il RECo venne disciolto. Il Bollettino di guerra n.1083 del 13-14 maggio 1943 citò per nome il Raggruppamento Esplorante Corazzato (R.E.Co.) "Cavalleggeri di Lodi"..